# Wirth Imre
Wirth Imre (Budapest, 1964. július 9. –) magyar író, szerkesztő, muzeológus.

## Életpályája
1984–1991 között az ELTE BTK hallgatója. Magyar-történelem-esztétika szakon végzett.   
1991–1994 között ELTE-Soros posztgraduális ösztöndíjas volt.   
1995–1996-ben a Pázmány Péter Katolikus Egyetem Esztétika Tanszékén oktató.    
1996–2002 között az ELTE Bölcsészettudományi Kar magyar irodalom tanszékén tanársegéd.   
2002–2011 között szabadúszó, magazinok olvasószerkesztője. 
2011–2016 között a Műcsarnok kiadványainak olvasószerkesztője. 
2016 óta a Petőfi Irodalmi Múzeumban dolgozik, a Médiatár munkatársa, irodalmi interjúkat készít, kiállítások létrehozásában vesz részt.

### Magánélet
Szenvedélyes futballista volt, 2008-ig a Magyar Íróválogatottban focizott.
Felesége Ungváry Renáta újságíró, laktációs szaktanácsadó. Gyermekeik: Mátyás (1989), Kristóf (1992), Fülöp (1997), Ilona (2006).

## Művei
- Történetek az eszkimóháborúból (regény); JAK–Pesti Szalon, Bp., 1994
- Geschichten aus dem Eskimokrieg. Roman; németre ford. Hans Skirecki; Volk & Welt, Berlin, 1996, Bertelsmann, 1998
- Ő volt a rejtélyes állat (versek); Scolar, Bp., 2018
- Lementem egy üveg borért Hajnóczynak (versek); Scolar, Bp., 2020
- Úgy járkálsz, mintha lenne otthon (versek); Scolar, Bp. 2022
- Karolina kertje; Bookart, Csíkszereda, 2024
- Takács Zsuzsa: Átkelés a Szuezi-csatornán. Beszélgetések Wirth Imrével; Magvető, Bp., 2024
- Falkland (versek); Bookart, Csíkszereda, 2025

## Díjak, ösztöndíjak
- Móricz Zsigmond-ösztöndíj (1995)
- MAOE alkotói ösztöndíj (1996)
- Arany János alkotói ösztöndíj (1999)
- NKA alkotói ösztöndíj (2014)
- Artisjus irodalmi díj, költészet (2021)
- Kemény Zsigmond-díj (2023)